# Heptanoato de etila
Heptanoato de etila é o éster resultante da condensação do ácido heptanoico e do etanol. Ele é usado na indústria de flavorizantes por causa de seu odor semelhante à uva [carece de fontes?].